# Bohusläns hembygdsförbund
Bohusläns hembygdsförbund samlar kulturarvsföreningar i Bohuslän.
Bohusläns hembygdsförbund är en regional paraplyorganisation för ideella kulturarvsföreningar i f.d. Göteborg och Bohus län. Bohusläns hembygdsförbund verkar för att hembygdens kultur- och naturarv bevaras, används och utvecklas. Idag är nära 100 kulturarvsföreningar som hembygdsföreningar, gillen, båtföreningar, lokala museer och en släktforskarförening medlemmar i förbundet. Totalt har förbundet nära 30 000 medlemmar.
Bohusläns hembygdsförbund arbetar för att stötta och stärka medlemsföreningarna. Förbundet arrangerar kurser och temadagar, driver och deltar i projekt, ger ut tidskriften Bohusarvet, nyhetsbrev och broschyrer, ger ut årsboken Bohuslän tillsammans med Bohusläns museum. I stort sett alla verksamhet sker i samverkan med andra aktörer och hembygdsförbundet har ett samverkansavtal med Studieförbundet Vuxenskolan. 
Förbundet är medstiftare i stiftelsen Bohusläns museum och representeras i styrelsen. Bohusläns hembygdsförbund är också anslutet till Sveriges hembygdsförbund.